# Carlos José, 7.º Príncipe de Ligne
Charles-Joseph Lamoral François Alexis de Ligne, 7.º Príncipe de Ligne, Príncipe d'Épinoy, Príncipe d'Amblise e do Sacro Império Romano (Bruxelas, 23 de maio de 1735 — Viena, 13 de dezembro de 1814) foi um nobre, oficial e homem de letras belga cujas memórias e correspondências com figuras líderes européias, tais como Jean-Jacques Rousseau e Voltaire, tiveram uma importante influência na literatura belga.

## Biografia
O Príncipe Charles-Joseph de Ligne nasceu em Bruxelas, na Holanda austríaca, filho do Marechal de Campo Claude Lamoral, 6º Príncipe de Ligne e da Princesa Elisabeth Alexandrina de Salm.

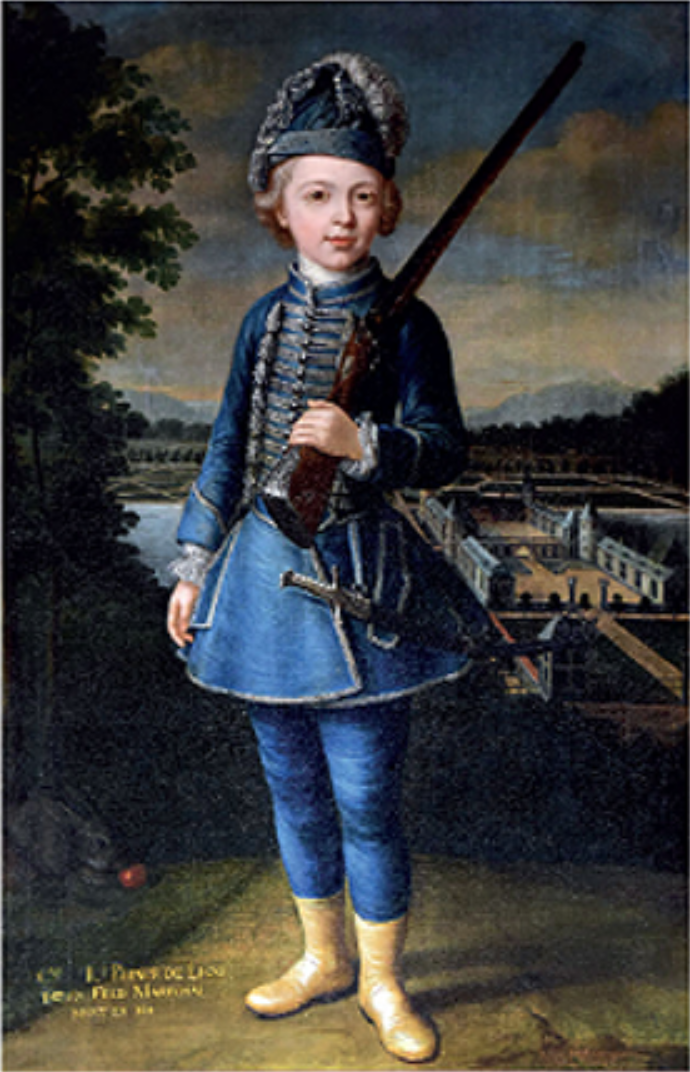
Charles-Joseph de Ligne com cerca de 10 anos

Como um súdito austríaco, ele entrou para o exército imperial em uma idade precoce. Ele se distinguiu por seu valor na Guerra dos Sete Anos, notadamente em Breslau, Leuthen, Hochkirch e Maxen. Um jovem capitão em Leuthen, ele se viu repentinamente no comando de 200 homens, os coronéis do batalhão e majores tendo sido mortos, e os conduziu para um abrigo contra os tiros de canhão prussianos ao lado de um moinho de vento; posteriormente, ele participou do retiro para Königsburg.
Durante a Guerra dos Sete Anos, Charles-Joseph de Ligne foi promovido a major em 1757, Oberstleutnant em 1758 e Oberst ( coronel ) em 1759. Ele foi nomeado General-major em 23 de abril de 1764 e Feldmarschall-Leutnant em 1 de maio de 1773. Ele foi condecorado com o Ordem do Velocino de Ouro em 1772.  Ele foi nomeado Inhaber (proprietário) do Regimento de Infantaria nº. 30 em 1771, o sucessor do príncipe Guilherme de Saxe-Gota-Altemburgo.
Ele se tornou amigo íntimo e conselheiro do imperador José II e, herdando as vastas propriedades de seu pai, viveu no maior esplendor e luxo até que a Guerra da Sucessão da Baviera o trouxe novamente ao serviço ativo.

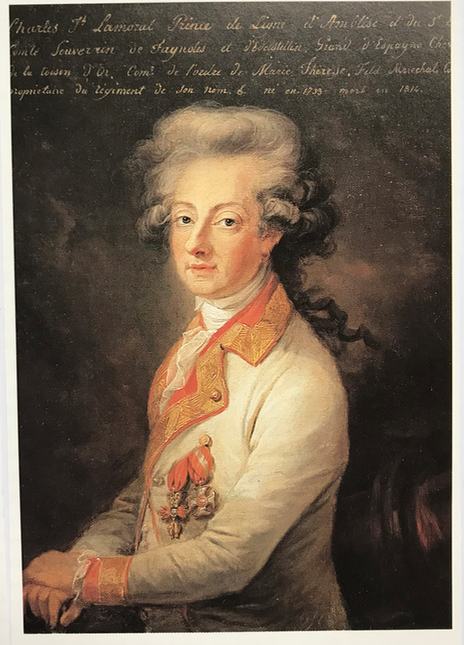
Charles-Joseph de Ligne, cópia do século 18 segundo Charles Leclercq

Em 1778, Charles-Joseph de Ligne ficou impressionado com um oficial prussiano capturado Flemming von Hagen, que foi questionado sobre suas namoradas por seus captores e respondeu: "Não amo nada mais ternamente do que minha espada". Ele gostaria que mais oficiais austríacos levassem a sério sua profissão militar. rei Frederico II da Prússia, construiu vários palácios e outros edifícios em Potsdam, mas após uma inspeção mais detalhada, o lugar tinha uma aparência decadente. Charles-Joseph de Ligne escreveu que Frederico teve a chance de fazer algo novo em Potsdam, mas "ele acreditava que poderia dobrar a Natureza à sua vontade pela força de seu intelecto, da mesma forma que alcançou suas vitórias e administrou a guerra, a política, população, finanças e indústrias. Mas a natureza tem um jeito de rir dos heróis. Ela prefere um Fazendeiro de Somerset ".
Essa guerra foi curta e sem intercorrências, e o príncipe então viajou pela Inglaterra, Alemanha, Itália, Suíça e França, dedicando-se imparcialmente às cortes, aos campos, aos salões e às eruditas assembleias de filósofos e cientistas de cada país. Ele desenvolveu uma grande admiração por Frederico II da Prússia, a ponto de justificar sua tomada da Silésia.
Charles-Joseph de Ligne foi promovido a Feldzeugmeister (general completo) em 8 de setembro de 1787. Ele recebeu a Cruz do Comandante da Ordem de Maria Teresa em 12 de outubro de 1789.
Em 1787 ele estava com Catarina II na Rússia e a acompanhou em sua jornada para a Crimeia. Em 1789 esteve presente no Cerco de Belgrado.

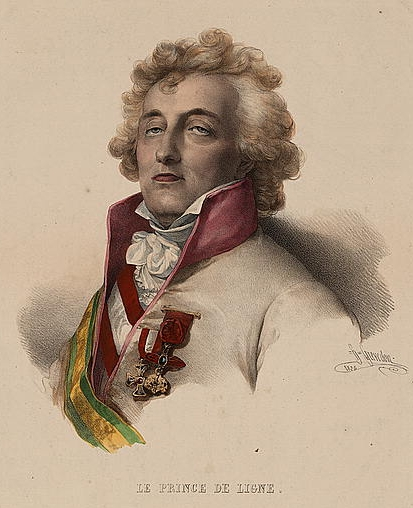
Charles-Joseph de Ligne

Logo após o cerco de Belgrado, ele foi convidado a se colocar à frente do movimento revolucionário belga, no qual um de seus filhos e muitos de seus parentes eram proeminentes, mas declinou com grande cortesia, dizendo que "ele nunca se revoltou no inverno." Embora suspeitado por José de conluio com os rebeldes, os dois amigos não se separaram por muito tempo e, após a morte do imperador, o príncipe permaneceu em Viena. Suas propriedades em Brabant foram invadidas pelos franceses em 1792-1793, e seu filho mais velho foi morto em combate em La Croix-du Bois no Argonne (14 de setembro de 1792). Ele recebeu um comando honorário no tribunal.
As memórias e cartas de Charles-Joseph de Ligne refletem suas experiências como um favorito nas principais cortes européias até seu exílio após a rebelião belga de 1789. Seus trabalhos incluem Mélanges militares, littéraires et sentimentaires (1795-1811) e Fragments de l'histoire de ma vie.

## Vida posterior
O Príncipe Charles-Joseph de Ligne serviu como capitão da Guarda de Vida Trabanten (Cavalheiros de Armas) e Hofburgwache (Guarda-costas do Palácio) de 13 de junho de 1807 até sua morte. Ele foi promovido a Feldmarschall em 6 de setembro de 1808.

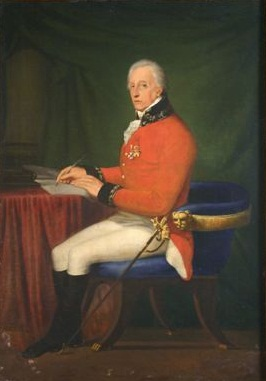
Charles-Joseph de Ligne em um uniforme de capitão (1807)

Apesar da perda de suas propriedades, Charles-Joseph viveu em um luxo comparativo em sua vida posterior e se dedicou à sua obra literária. Ele viveu o suficiente para caracterizar os procedimentos do Congresso de Viena com o famoso mot: " Le Congrès ne marche pas, il danse ". (O Congresso não marcha, ele dança.)  Ele é descrito como um dos homens mais charmosos que já existiram. Ele morreu, aos 79 anos, em Viena em dezembro de 1814 e foi enterrado no cemitério de Kahlenberg. Em 1815, a propriedade do Regimento de Infantaria Nr. 30 passaram para Laval Nugent von Westmeath.

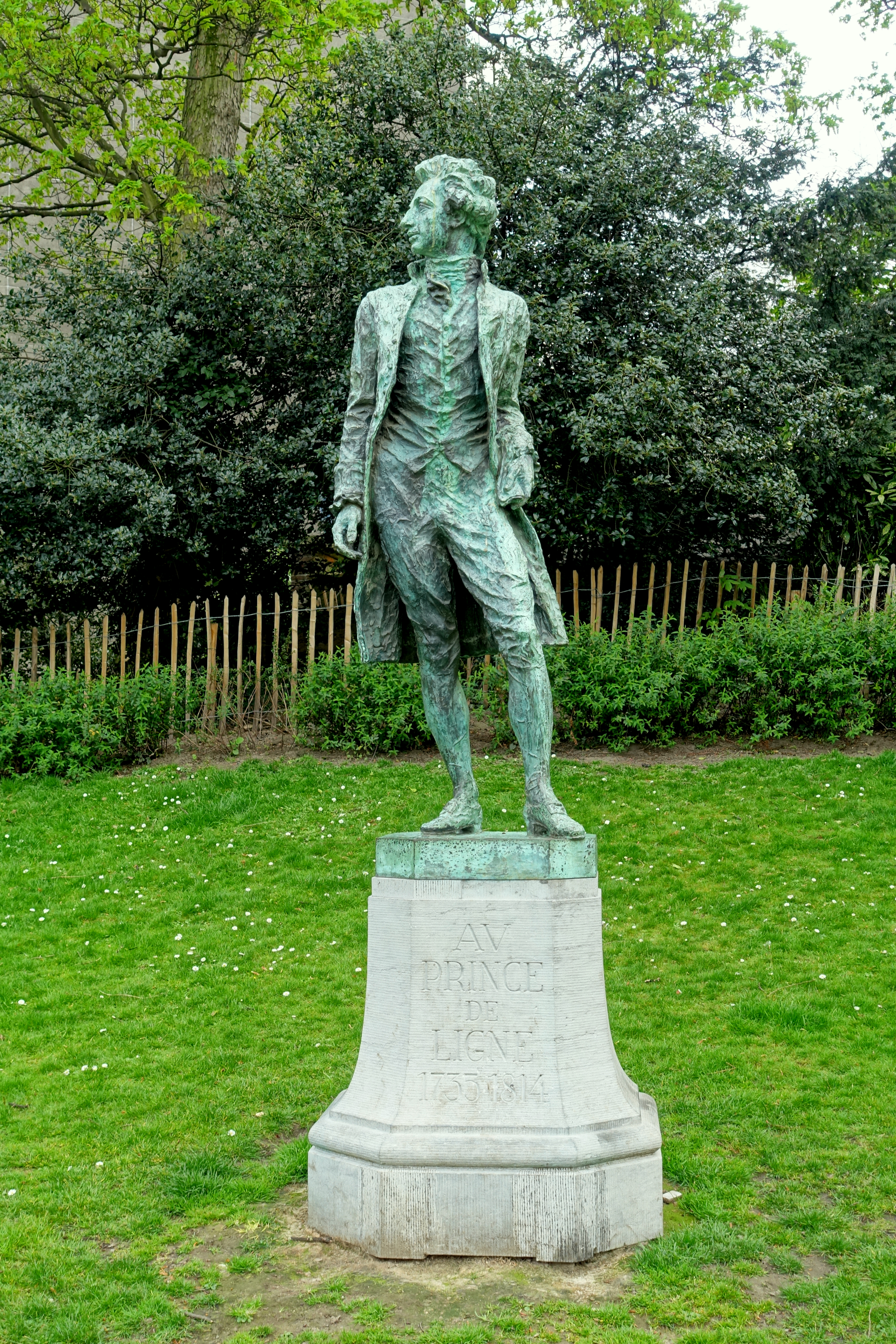
Charles-Joseph de Ligne de John Cluysenaar - Egmont Park - Bruxelas, Bélgica.

- Uma estátua com sua efígie foi erguida em Bruxelas ( Parc d'Egmont ) e em Beloeil.[14]

## Obras coletadas
Suas obras coletadas apareceram em 34 volumes em Viena durante os últimos anos de sua vida ( Mélanges militaires, littéraires, sentimentaires ), e ele legou seus manuscritos à Guarda Trabant do imperador, da qual era capitão ( Œuvres postumes , Dresden e Viena , 1817). As seleções foram publicadas em francês, alemão e inglês:
- Œuvres choisies de M. le prince de Ligne (Paris, 1809)
- Lettres et pensées du Maréchal Prince de Ligne , ed. por Madame de Staël-Holstein (1809)
- Œuvres historiques, littéraires ... correspondance et poésies diverses (Bruxelas, 1859)
- Des Prinzen Karl von Ligne militärische Werke , ed. Conde Pappenheim (Sulzbach, 1814)
- Memórias de Charles-Joseph, Prince de Ligne, ed. Katharine Prescott Wormeley (Boston, 1902)

O mais importante de seus numerosos trabalhos sobre todos os assuntos militares é o Fantaisies et préjuge's militaires , que apareceu originalmente em 1780. Uma edição moderna é a publicada por J Dumaine (Paris, 1879). Uma versão alemã ( Miltarische Vorurtheile und Phantasien, etc. ) apareceu já em 1783. Esta obra, embora trate de maneira leviana e cavalheiresca os assuntos mais importantes (o príncipe até se propõe a fundar uma academia internacional da arte da guerra, onde o a reputação dos generais pode ser avaliada com imparcialidade), é um clássico militar e indispensável para os estudantes do período pós-Frederico. No geral, pode-se dizer que o príncipe aderiu à escola de Guibert , e uma discussão completa será encontrada em Max Jahns 'Gesch. d. Kriegswissenschaften . Outra obra muito célebre do príncipe é a autobiografia simulada do príncipe Eugène de Sabóia (1809).
Outras obras dele incluem:
- Lettres à Eugénie sur les spectacles (1774)
- Céphalide, ou les Autres mariages samnites , comédie en musique (1777)
- Préjugés et Fantaisies militaires (1780)
- Colette et Lucas , comédie en musique (1781)
- Coup d'oeil sur Belœil (1781)
- Fantaisies militaires (1783)
- L'Amant ridicule , proverbe en prose (1787)
- Mélanges militaires, littéraires et sentimentaires (1795–1811)
- Mémoires sur les Juifs (1795–1811)
- Les Embarras , pièce en un acte (manuscrito)
- Contes immoraux

## Casamento e descendência
Em 6 de agosto de 1755, em Feldsberg, Charles-Joseph casou-se com a princesa Maria Francisca de Liechtenstein, filha do príncipe Emanuel de Liechtenstein, e da condessa Maria Ana Antonió de Dietrichstein-Weichselstädt, irmã de Francisco José I, Príncipe de Liechtenstein. O casal teve sete filhos:
- Princesa Marie Christine Leopoldine (Bruxelas, 25 de maio de 1757  - Teplice, 13 de setembro de 1830) Casou-se 31 de janeiro de 1775 em Bruxelas com Johann Nepomuk, 2.º Príncipe de Clary-Aldringen. Com descendência;
- Príncipe Charles Antoine Joseph Emanuel (Bruxelas, 25 de setembro de 1759 - Roux, 14 de setembro de 1792) Casou-se em 29 de julho de 1779, com a princesa Helene Massalska. Com descendência;
- Príncipe François Leopold (Bruxelas, 3 de novembro de 1764 - Bruxelas, 6 de janeiro de 1771) Morreu com 6 anos de idade;
- Príncipe Louis Eugene Marie Lamoral (Bruxelas, 7 de maio de 1766 - Bruxelas, 10 de maio de 1813) Casou-se em 27 de abril de 1803 em Bruxelas com Joséphine Louise, condessa van der Noot de Duras. Com descendência de quem destaca-se Eugênio I, 8.º Príncipe de Ligne;
- Príncipe Adalberto Xavier (26 de agosto de 1767 - 23 de maio de 1771) Morreu com 3 anos de idade;
- Princesa Euphemie Christine Philippine (18 de julho de 1773 Bruxelas - 30 de março de 1834 Viena) Casou-se em 11 de setembro de 1798, com o Conde János Pálffy de Erdőd;
- Princesa Flore Adelaide Caroline (Bruxelas, 8 de novembro de 1775 - Viena, 9 de dezembro de 1851) Casou-se em 1812 com o Barão Raban de Spiegel e Pickelsheim.

Ele também teve duas filhas ilegítimas: "Adèle" (1809-1810), de Adelaide Fleury; e outro (?) (1770-1770) por Angélique d'Hannetaire (1749-1822). Charles-Joseph legitimou em 1810 a filha ilegítima de seu filho Charles, chamada de "Fanny-Christine" (4 de janeiro de 1788 - 19 de maio de 1867). Ela é chamada de "Titine" nos diários e cartas da família; ela se casou com Maurice O'Donnell de Tyrconnell (1780-1843).
Seu neto, Eugênio, 8º Príncipe de Ligne (1804-1880), foi um distinto estadista belga, e outro neto, o Conde Maximilian O'Donnell de Tyrconnell (1812-1895), ajudou a salvar a vida do Imperador Francisco José I da Áustria em Viena em 1853.

## Títulos
- 7.º Príncipe de Ligne e do Sacro Império Romano;
- Príncipe de Amblise e de Epinoy;
- Marquês de Roubaix;
- Conde de Fauquemberg e de Nichin;
- Visconde de Leyden;
- Barão de Werchin, de Beloeil (Bélgica), de Antoing, de Cisoing, de Villiers, e de Jeumont;
- Soberano de Fagnolle;
- Senhor de Baudour, de Ponthoir, de Montrœul, de Hauterange, de Pommereul, e de Ollignies;
- 1.º Senhor de Flandres;
- Grande da Espanha.